# Petasida ephippigera
Petasida ephippigera (engl. Leichhardt's Grasshopper) ist eine Heuschrecke aus der Familie der Kegelkopfschrecken (Pyrgomorphidae). Es ist die einzige Art in der monotypischen Gattung Petasida. Genau wie ihre Schwestergattung Scutillya mit ihrem einzigen Vertreter Scutillya verrucosa (Giant Spotted Pyrgomorpha) ist sie in Australien endemisch beheimatet.
Erstmals wurde die Heuschrecke wahrscheinlich 1839 von Edward John Eyre am Victoria River entdeckt. Danach stieß Ludwig Leichhardt als zweiter Weißer bei seiner ersten Expedition durch Australien am 17. November 1845 in Arnhem Land am South Alligator River auf diese Art und beschrieb sie in seinem Reisetagebuch. Diese Beschreibung beinhaltet auch eine Zeichnung der Tiere.
Ursprünglich erhielt die Heuschrecke den Namen Paradise Grasshopper und wurde erst später zu Ehren von Leichhardt mit seinem jetzigen Namen versehen. Nach der Entdeckung von Leichhardt im Jahr 1845 dauerte es bis 1973, also 128 Jahre, bis wieder Exemplare von Petasida ephippigera gefunden wurden.

## Merkmale
Petasida ephippigera fällt durch seine leuchtenden Farben auf. Die Tiere sind überwiegend orange mit blauen Stellen hauptsächlich im Bereich des Pronotums. Der Hinterleib ist dunkel gepunktet. Zwischen den einzelnen Populationen gibt es Abweichungen in der Färbung. 
Männliche Tiere werden bis 53 mm lang und sind schlanker als die weiblichen Tiere, die mit bis zu 60 mm auch etwas größer werden. Die Antennen werden etwa 20 mm lang. 
Ältere Nymphen sind ähnlich wie die adulten Tiere gefärbt, bis auf die Ausnahme, dass spätere Stadien noch gelblichweiße Punkte besitzen, die im adulten Stadium verblassen. Frühe Nymphenstadien zeigen während der Trockenzeit eine blassgrüne bis gelbliche Färbung, so dass sie in der Vegetation getarnt sind.

## Lebensweise
Etwa im April, zu Beginn der Trockenzeit, schlüpfen die Nymphen aus den Eiern. Sie besitzen Stummelflügel und sind etwa 5 mm groß. Die jungen Nymphen sind, wahrscheinlich zum Schutz vor Fressfeinden, unauffällig gefärbt und wachsen bis etwa August nur langsam. Wenn dann Temperatur und Feuchtigkeit und damit auch das Pflanzenwachstum zunehmen, wachsen auch die jungen Grashüpfer schneller und entwickeln etwa September bis Oktober ihre leuchtenden Farben. Etwa im November sind die Tiere ausgewachsen und nach weiteren zwei bis drei Wochen sind sie paarungsfähig. Bereits ein oder zwei Entwicklungsstufen vorher finden sie sich in kleinen Gruppen von einigen wenigen Tieren auf geeigneten Nahrungspflanzen zusammen. Die Paarungszeit dauert einige Wochen lang, und etwa im Januar/Februar beginnen die Weibchen damit, ihre Eier in feuchtem Sand abzulegen. Nach der Paarung und Eiablage sterben die erwachsenen Tiere.
Die Tiere sind auf ein paar wenige Nahrungspflanzen spezialisiert. Hauptsächlich fressen sie auf Pflanzen aus der endemischen Gattung Pityrodia aus der Familie der Lippenblütler (Lamiaceae), wobei sie hier auf einige wenige Arten beschränkt sind. Daneben sind sie teilweise auf Pflanzen der Gattung Dampiera aus der Familie der Goodeniengewächse (Goodeniaceae) zu finden, allerdings deutlich seltener als auf Pityrodia-Arten. 
Wie auch bei der Färbung gibt es bei den bevorzugten Nahrungspflanzen Unterschiede zwischen den einzelnen Populationen. Es wurde ursprünglich angenommen, dass die Pflanzen toxische Verbindungen (vor allem Alkaloide) enthalten und dass die Heuschrecken sie aufnehmen und zu ihrer Verteidigung nutzen. In Untersuchungen zu diesem Thema wurden allerdings nur Terpene und Flavonoide nachgewiesen, toxische Alkaloide wurden nicht gefunden. Möglicherweise sind es bitter schmeckende Substanzen, die von den Tieren eingelagert werden und so als effektiver Schutz dienen. Petasida ephippigera hat keine bekannten Fressfeinde unter den Wirbeltieren. Sie zeigen praktisch kein Fluchtverhalten und sind auch sonst nicht sehr mobil. Trotz gut ausgeprägter Flügel und der Fähigkeit zu fliegen sind die Heuschrecken sehr ortstreu und verbringen möglicherweise ihr gesamtes Leben an derselben Pflanze.
Die größte Gefahr für Petasida ephippigera sind die regelmäßig auftretenden Buschfeuer. Zum einen brennen ihre Nahrungspflanzen sehr gut, zum anderen zeigen die Heuschrecken wie bereits erwähnt kein Fluchtverhalten und fliegen höchstens kurze Strecken. Die Nahrungspflanzen erholen sich zwar innerhalb weniger Wochen, allerdings ist für eventuell überlebende Heuschrecken die Zeitspanne ohne Nahrung zu lang. Einmal verlorene Bestände werden, wenn überhaupt, nur sehr langsam durch neue Generationen besiedelt.

## Verbreitung
Petasida ephippigera kommt im Norden Australiens vor. Das Verbreitungsgebiet beschränkt sich dabei auf das Northern Territory und hier wiederum vor allem auf das Gebiet um den Kakadu-Nationalpark.
Insgesamt sind aktuell etwa 30 Brutplätze der Heuschrecken bekannt.

## Mythologie
In der Mythologie der Aborigines haben die Heuschrecken als die Kinder des Lightning Man (Namarrgon) und seiner Frau Barrinj ihren Platz. Die Stämme im westlichen Arnhem Land nennen die Heuschrecken Alyurr, die jedes Jahr zu Beginn der Regenzeit hervor kommen, um nach ihrem Vater zu sehen.